# Ружникова (озеро)
Ру́жникова — озеро на северо-востоке Якутии, в Среднеколымском улусе. Расположено в пределах Колымской низменности, в левобережье Колымы, недалеко от устья реки Извилистая. Имеет округлую форму. Береговая линия слабо изрезана. Имеется небольшой остров в юго-западной части. Через протоки соединяется с соседними озёрами меньшего размера. Берега пологие, местами заболоченные, покрытые лесотундровой растительностью. Ближайший населённый пункт — село Сылгы-Ытар, расположенное в 41 км к западу.
Площадь зеркала 65,1 км². Длина озера 9,6 км при максимальной ширине 9 км. Высота над уровнем моря — 15 м.